# Визенфельд (Айхсфельд)
Визенфельд (нем. Wiesenfeld) — община в Германии, в земле Тюрингия.
Входит в состав района Айхсфельд. Подчиняется управлению Эрсхаузен/Гайсмар. Население составляет 242 человека (на 31 декабря 2010 года). Занимает площадь 7,61 км².